# Nella Dan på Sydpolen II
|  | Denne artikel er oprettet af botten Steenthbot ud fra en ekstern database. Den kan derfor have sproglige fejl eller mangler. Denne skabelon kan fjernes efter kontrol af indholdet. |

Nella Dan på Sydpolen II er en dansk dokumentarisk optagelse.

## Handling
Om skibet Nella Dans tur til Antarktis